# Mandatoriccio
Mandatoriccio – miejscowość i gmina we Włoszech, w regionie Kalabria, w prowincji Cosenza.
Według danych na rok 2004 gminę zamieszkiwało 3047 osób, 84,6 os./km².